# Santiago Ziesmer

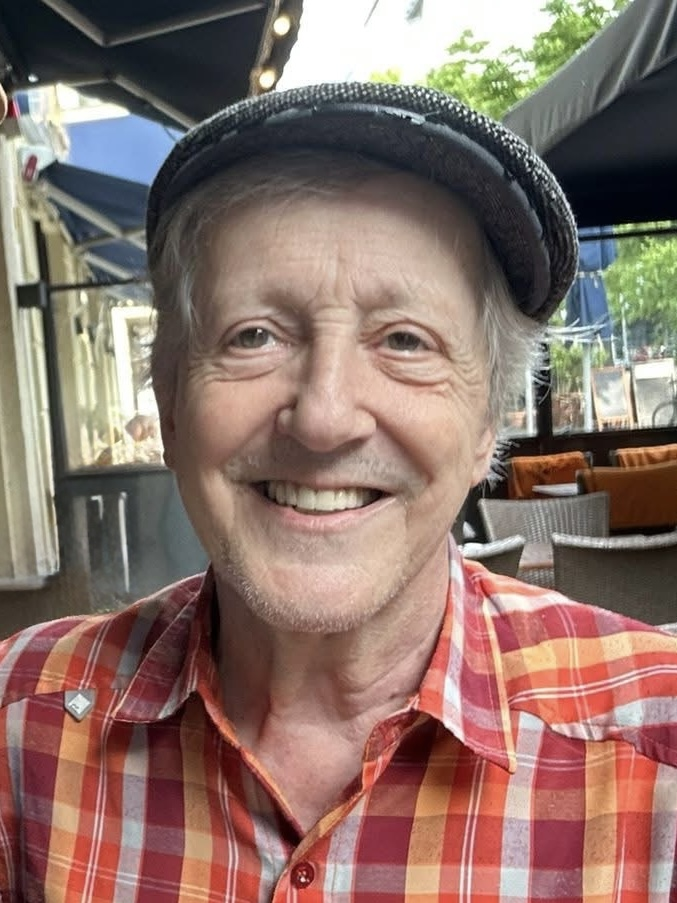
Santiago Ziesmer im Juni 2025

Santiago Girol Ziesmer (* 25. Juli 1953 in Madrid, Spanien) ist ein deutscher Schauspieler, Synchron-, Hörbuch- und Hörspielsprecher, Sänger und Webvideoproduzent spanischer Herkunft. Im Bereich der Filmsynchronisation ist Ziesmer vor allem als Stimme komödiantisch geprägter Figuren aus Real- und Zeichentrickproduktionen (u. a. SpongeBob Schwammkopf) bekannt.

## Leben

### Herkunft und Ausbildung
Santiago Ziesmer wurde als jüngstes von drei Kindern einer deutschen Mutter und eines spanischen Vaters in Madrid geboren. 1954 zog die Familie nach West-Berlin. Dort sang Ziesmer im Staats- und Domchor und wurde in Standardtanz ausgebildet. 1963 von Regisseur Herbert Ballmann entdeckt, der in Berliner Schulen auf der Suche nach Kinderdarstellern war, übernahm Ziesmer im Alter von zehn Jahren in der Zenit-Filmproduktion Alle Loks pfeifen für Jan neben Margot Trooger seine erste Fernsehhauptrolle als gelähmter Knabe. Mitte der 1960er Jahre engagierte ihn Peter Trabold für die vom Südwestfunk produzierten Märchenverfilmungen Der falsche Prinz und Saids Schicksale, 1968 verkörperte er die Rolle des Jungen im Fiebertraum in Klaus Kirschners Mein Kapitän ist tot aus der ZDF-Reihe Das kleine Fernsehspiel. Über Verbindungen zu Kurt Vethake wurde er ab 1967 zudem in kommerziellen Kinder- und Jugendhörspielproduktionen eingesetzt, darunter in Die Schatzinsel, Die Kinder des Kapitän Grant und Die Brüder Löwenherz. Während dieser Zeit führte er den Namen Jago Ziesmer. Nach Erlangen der Mittleren Reife an der Otto-von-Guericke-Realschule in Berlin-Wilmersdorf im Jahr 1970 absolvierte Ziesmer zunächst eine Friseurlehre, die er mit der Gesellenprüfung abschloss. Ab 1972 ließ er sich im Schauspielstudio Hanny Herter in Berlin zum Schauspieler ausbilden und legte 1975 vor der Paritätischen Kommission die Bühnenreifeprüfung ab.

### Privates
Ziesmer lebt in Berlin. Er ist unverheiratet und kinderlos.

## Karriere

### Schauspielkarriere

#### Berliner Kammerspiele und Hansa-Theater
Von 1973 bis 1987 agierte Santiago Ziesmer an den Berliner Kammerspielen im Theater der Jugend. Sein dortiges Rollenrepertoire umfasste Titelfiguren in Klassikern der Kinderliteratur wie Kalle Blomquist, Huckleberry Finn, Der kleine Muck, Die unendliche Geschichte und Aladin sowie Figuren aus literarischen Dramen, darunter Leon im Lustspiel Weh dem, der lügt! von Franz Grillparzer (1976), der Idiot in Max Frischs Drama Andorra (1980er) sowie Hauptrollen in Publikumsbeschimpfung von Peter Handke (1985) und in der Theateradaption der Oscar-Wilde-Erzählung Das Gespenst von Canterville. Von 1976 bis 2002 trat Ziesmer zudem als Gastschauspieler am Hansa-Theater in Volksstücken mit Berliner Dialekt auf, unter anderem als Don Pietro in Don Camillo und Peppone (1993), als Kriminalbeamter Harry in Keen Dilemma ohne Emma (1999) und als Konrad in Eine Frau mit zwei Männern (2002).

#### Salzburger Festspiele
Während der Salzburger Festspiele 1978 stand Ziesmer als Cherubin in Beaumarchais Komödie Der tolle Tag oder Figaros Hochzeit neben Klaus Maria Brandauer auf der Bühne, im Rahmen der Luisenburg-Festspiele in Wunsiedel als Kinderbuchfigur Pinocchio. Aufgrund des dortigen Publikumszuspruchs wurde er im Folgejahr für vier weitere Produktionen engagiert, unter anderem in Katharina Knie von Carl Zuckmayer und in Der Räuber Hotzenplotz nach Otfried Preußler. Anlässlich der Calderón-Festspiele in der Alten Hofhaltung in Bamberg verkörperte er Dauphin Karl in George Bernard Shaws Drama Die heilige Johanna und gastierte im Rahmen der Berliner Jedermann-Festspiele von 1989 bis 1992 als dünner Vetter in der Kaiser-Wilhelm-Gedächtniskirche. 2005 nahm er diese Rolle nach dreizehnjähriger Unterbrechung im Berliner Dom wieder auf.

#### Weitere Bühnenstationen und Tourneen
Weitere Stationen seines schauspielerischen Wirkens bildeten unter anderem die Kammerspiele des Schauspielhauses Bochum, das Grenzlandtheater Aachen und die Komödie im Marquardt in Stuttgart. An der Berliner Tribüne stellte er in Carl Sternheims Die Hose Friseur Mandelstam dar und führte als Conférencier durch die Revue Unsere Republik, die Musik aus mehreren Jahrzehnten präsentierte. An der Freilichtbühne an der Zitadelle hatte er in Charleys Tante die Titelrolle inne.
2002 trat Ziesmer in Franz Wittenbrinks Liederabend Männer am Theater am Kurfürstendamm auf und bestritt mit dem Ensemble eine bundesweite Tournee. 2006 agierte er an selbiger Bühne neben Edith Hancke in Mutter Gräbert macht Theater unter der Regie von Klaus Sonnenschein, 2007 folgte Dieter Hallervordens Komödie Die Nervensäge im Kabarett-Theater Die Wühlmäuse. Santiago Ziesmer wirkt seit der Premiere der Theaterversion von Arsen und Spitzenhäubchen, inszeniert von Regisseur Ottokar Runze, am 24. Februar 2011 im Schlossparktheater in Berlin-Steglitz in der Rolle des Dr. Hermann Einstein mit.

#### Film und Fernsehen
Parallel zu seiner Tätigkeit am Theater trat Ziesmer nach Abschluss seiner Schauspielausbildung in mehreren Film- und Fernsehproduktionen auf, unter anderem als junger Mozart in dem mit dem Filmband in Silber ausgezeichneten Dokumentar-Spielfilm Mozart – Aufzeichnungen einer Jugend unter der Regie von Klaus Kirschner (1975) und als entstellter Soldat in Sonntagskinder von Michael Verhoeven (1980). Rita-Maria Nowotny besetzte ihn 1984 als bösen Zauberer Gritzegrimm in dem Märchenfilm Schneeweißchen und Rosenrot. Gastrollen übernahm er unter anderem in Drei Damen vom Grill (1985), Hals über Kopf (1986), Praxis Bülowbogen (1987) und Schloss Einstein (2002). 1989 stellte Ziesmer die wiederkehrende Rolle des Stallburschen Ludger in Rivalen der Rennbahn (1989) dar, von 1998 bis 2000 schloss sich eine weitere feste Nebenrolle in der RTL-Produktion Hinter Gittern – Der Frauenknast an, in der er Professor Gregor Wünsche verkörperte. 2015 synchronisierte er Billy den Kobold im Film Zwischen Himmel und hier. Im Oktober 2019 wurde der Eric Dean Hordes-Film Goblin – Das ist echt Troll veröffentlicht. Ziesmer spielt darin den Ehemann von Cecilia Pillado.

### Synchronisation

#### Film
Im Bereich der Filmsynchronisation ist Ziesmer einem breiten Publikum vor allem als Stimme komödiantisch geprägter oder skurriler Figuren aus Real- und Zeichentrickproduktionen bekannt. So synchronisierte er beispielsweise die Rolle des kleinen Römers Caligula Minus in der Neusynchronisation des Zeichentrickklassikers Asterix der Gallier (1967), der sich als Gallier ausgeben muss, um an das Geheimnis ihrer Stärke zu gelangen. Während der 1980er Jahre synchronisierte er verstärkt Schauspieler in Teeniefilmen von John Hughes, darunter Matthew Broderick in Ferris macht blau (1986) und Anthony Michael Hall in Der Frühstücksclub (1985) und L.I.S.A. – Der helle Wahnsinn (1985). 1985 wählte ihn Peter Bogdanovich als deutsche Stimme für Eric Stoltz in der Rolle eines an Gesichtsdysplasie Erkrankten in Die Maske aus, 1999 entschied sich Pedro Almodóvar für seine Besetzung als Stimme für Antonia San Juan, der Transfrau in Alles über meine Mutter. Seit Barton Fink (1991) wird Santiago Ziesmer häufig für die Synchronisation des US-amerikanischen Schauspielers Steve Buscemi engagiert, darunter in Flucht aus L.A. (1996), Con Air (1997) und Armageddon (1998). Darüber hinaus lieh er seine Stimme Darstellern wie Bruno Kirby in Good Morning, Vietnam (1987) und Jim Carroll (1995), Sean Astin in Boy Soldiers (1991), Rob Schneider in Judge Dredd (1995), Alan Cumming in James Bond 007 – GoldenEye (1995), kleinwüchsigen Akteuren wie Warwick Davis in Gullivers Reisen (1996) und Verne Troyer in Das Kabinett des Doktor Parnassus (2008) sowie Figuren in Zeichentrickproduktionen wie Lefou in Die Schöne und das Biest (1991), Gazzim in Aladdin (1992) und dem Pfefferkuchenmann in allen bislang erschienenen Filmen der Shrek-Reihe. Eine der jüngsten Arbeiten von Ziesmer ist die Nachvertonung der Figur des Wucherers in Faust vom russischen Regisseur Alexander Sokurow; der Film wurde 2011 in Venedig mit dem Goldenen Löwen ausgezeichnet.

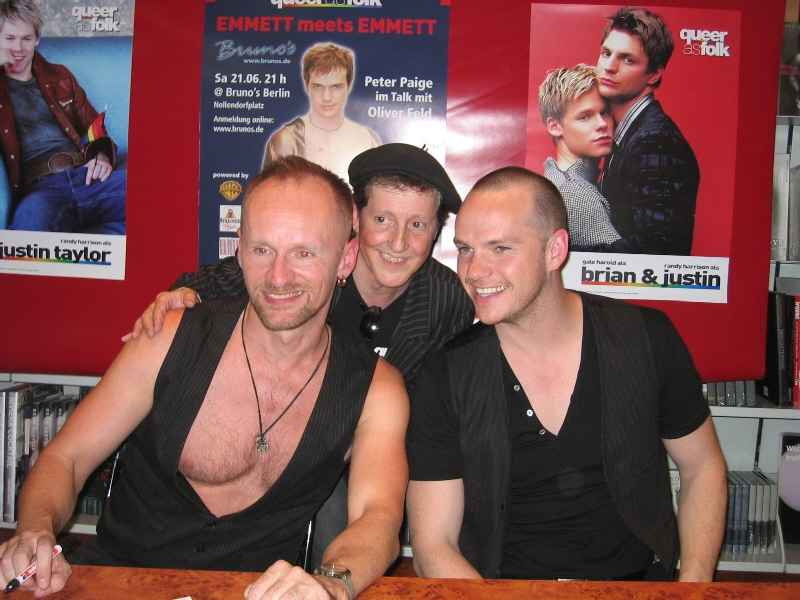
Santiago Ziesmer (Mitte) bei einer Autogrammstunde in Berlin mit US-Schauspieler Peter Paige (rechts) und Synchronsprecher Oliver Feld (links) im Jahr 2008

In der Reihe In einem Land vor unserer Zeit wirkte er u. a. in den deutschsprachigen Versionen der Teile 7 (Der geheimnisvolle Zauberstein; Rinkus) und 11 (Das Geheimnis der kleinen Saurier; Skitter) mit.
Zusätzlich sprach Santiago Ziesmer eine kleine Nebenrolle des rosaroten Plüschhäschens Oliver in UglyDolls von 2019.

#### Serie
Zu Ziesmers prägnantesten Einsätzen in Fernsehserien gehören die Synchronisation von Curtis Armstrong als Herbert Quentin Viola in Das Model und der Schnüffler (1986–1989), Jaleel White als Steve Urkel in Alle unter einem Dach (ab 1995), Seth Green als Oz in Buffy – Im Bann der Dämonen (ab 1999), Scott Lowell als Theodore „Ted“ Schmidt in Queer as Folk (2000–2005) und Katt Williams als Bobby Shaw in What’s Up, Dad? (2000–2005).
Seit 1988 übernimmt er die Sprechrolle des Ferkels in allen erschienenen Produktionen um den Bären Winnie Puuh und synchronisierte dabei u. a. den US-amerikanischen Schauspieler John Fiedler. Weitere Serienhauptrollen übernahm er als Trick in der ersten Synchronfassung der Disney-Serie DuckTales – Neues aus Entenhausen (1987), die im Anschluss auch als Hörspiel vermarktet wurde, als Ren in Die Ren & Stimpy Show (1991), als Shrimp in Arielle, die Meerjungfrau (1992–1994), als Wakko in Animaniacs (1994–1999), als Pinguin Ping in Urmel aus dem Eis (1996–1997), als Ping Pong in Jim Knopf (1999–2001), als Dale Gribble in King of the Hill (seit 2002), als Ralf in Riesenärger mit Ralf (ab 2001) und als Ashley in Die Schule der kleinen Vampire (ab 2006). Des Weiteren spricht er einen Babybewerter in der Serie Die Thundermans. Außerdem spricht er Mr. Cuthens in Sally Bollywood. Er sprach auch Karlsson in der Zeichentrick-Serie Karlsson vom Dach.
Im Zeichentrickgenre ist er seit 2002 vor allem als deutsche Stimme der Figur SpongeBob Schwammkopf bekannt. Als Synchronstimme von SpongeBob Schwammkopf wurde Ziesmer für die Musik-CD BOBmusik – Das gelbe Album verpflichtet, die im März 2011 erschien und 14 Coverversionen bekannter Popsongs umfasst. Das Album stieg auf Platz 17 der deutschen Media Control Charts ein und erreichte als Höchstposition den zwölften Platz, die ausgekoppelte Single Lecker Lecker, eine Coverversion des Nummer-eins-Hits Waka Waka (This Time for Africa) von Shakira, gelangte auf Platz 43. In Österreich konnte sich das Album an der Spitze der Charts platzieren, in der Schweiz auf Platz 42.
Im November 2011 folgte BOBmusik – Das gelbe Winteralbum, das jedoch bis auf zwei neue Songs die Titelliste des Vorgängers beinhaltete. Nach dem Konzept des Debütalbums erschien im März 2012 mit 15 neuen Tracks die dritte Studioproduktion SpongeBob – Das blaue Album. In Deutschland erreichte sie Position 28, in Österreich Platz 4 und in der Schweiz Platz 59. Im Februar 2015 folgte ein weiteres Werk unter dem Titel Das SuperBob Album.
Zudem leiht Ziesmer Johnny Doggs in Peaky Blinders – Gangs of Birmingham seine Stimme.

#### Anime
In japanischen Animes synchronisierte Ziesmer unter anderem Vegeta in den ersten 35 Folgen von Dragonball Z (2002), Gil in Dragonball GT (2006) und Dr. Vellian Crowler in Yu-Gi-Oh! GX (2006–2008). Außerdem spricht er den Harakiri-Tiger aus Kämpfer (2009). 2016 spricht er Monokuma in der deutschen Synchronisation von Danganronpa – The Animation, sowie 2017 den Papagei namens Inko in Toradora!. 2019 sprach er auch das Schwert Derflinger in Zero no Tsukaima.

#### Computerspiele
Ziesmer sprach unter anderem in dem Spiel Drakensang: Am Fluss der Zeit diverse Figuren wie den Schneider Marcusi, den verrückten Imker und den Bosnickel der Zwergenbinge Norgamaschzrom. Auch dem Spiel Brick-Force lieh Ziesmer die Stimme des Erzählers. In The Book of Unwritten Tales spricht er Jorge, einen griesgrämigen Händler. Im Nachfolger The Book of Unwritten Tales 2 spricht er die gleiche Figur und einen Piratenpapagei. In Assassin’s Creed Unity spricht er Aloys La Touche, einen Steuerprüfer. Außerdem spricht er in Call of Duty: Infinite Warfare in Zombies in Spaceland den Erzähler. Darüber hinaus leiht er in Cyberpunk 2077 der mit künstlicher Intelligenz ausgestatteten Pistole „Skippy“ seine Stimme.

### Hörspielarbeiten
Nach zahlreichen Produktionen im Kinder- und Jugendalter (z. B. Kalle Blomquist) ist Ziesmer zudem bis in die Gegenwart in verschiedenen Hörspielreihen präsent, unter anderem als Maulwurf Schaufel Spreizfuß in der Hörspielreihe Xanti (1989), als Captain Tolle in Die Playmos (seit 2007) und als Inspektor Miller in Lady Bedfort (seit 2007). Im Hörspielklassiker Die drei ??? übernahm er in Grusel auf Campbell Castle die Rolle des Adam Campbell, in Die Legende der Gaukler die des Elliot Littlehorn und in der Sonderfolge House of Horrors – Haus der Angst die der bärtigen Marylin. Auch spielte er in mehreren Episoden von Benjamin Blümchen mit, unter anderem als Apotheker in der Sonderfolge Benjamin Blümchen als Apotheker und als Herr Meier in der Folge Benjamin Blümchen als Leuchtturmwärter. Seit 1996 wirkt Santiago Ziesmer als der nette Erfinder Eddi Eddison sowohl bei Bibi Blocksberg (1. Auftritt in Folge 65: Bibi Blocksberg – Das Wettfliegen) als auch bei Benjamin Blümchen mit.

## Filmografie (Auswahl)
- 1963: Alle Loks pfeifen für Jan
- 1965: Das Schiff Esperanza
- 1967: Till, der Junge von nebenan
- 1967: Der falsche Prinz
- 1968: Saids Schicksale
- 1968: Mein Kapitän ist tot
- 1974: Auch ich war nur ein mittelmäßiger Schüler
- 1975: Mozart – Aufzeichnungen einer Jugend
- 1975: Flirt von gestern
- 1978: Ein Mann will nach oben
- 1980: Sonntagskinder
- 1984: Schneeweißchen und Rosenrot
- 1985: Drei Damen vom Grill
- 1987: Praxis Bülowbogen
- 1989: Rivalen der Rennbahn (9 Folgen)
- 1994: Der Havelkaiser
- 1998: Letzte Chance für Harry
- 1998–2001: Hinter Gittern – Der Frauenknast (21 Folgen)
- 2002: Schloss Einstein (Folge 206)
- 2012: Der Gründer
- 2013: Planet USA
- 2019: Patchwork Gangsta
- 2023: All Clowns Are Bastards

## Synchronrollen (Auswahl)
Steve Buscemi
- 1991: Barton Fink als Chet (1. Synchronisation)
- 1993–1999: Homicide als Gordon Pratt (Staffel 3, Das Spiel ist aus)
- 1994–2009: Emergency Room – Die Notaufnahme als Art Masterson (Folge 14x19)
- 1996: Flucht aus L.A. als Map to the Stars Eddie
- 1997: Con Air als Garland Greene
- 1998: Armageddon – Das jüngste Gericht als Rockhound
- 2001: Tödliches Vertrauen als Ray Coleman
- 2002: Spy Kids 2 – Die Rückkehr der Superspione als Romero
- 2003: Mission 3D als Romero
- 2005: Die Insel als McCord
- 2006: Blitzlichtgewitter als Les Galantine (Synchronisation: 2011)
- 2006–2013: 30 Rock als Lenny Wosniak
- 2007: Chuck und Larry – Wie Feuer und Flamme als Clinton Fitzer
- 2009: Rage als Frank
- 2009: Youth in Revolt als George Twisp (Synchronisation: 2012)
- 2010: Kindsköpfe als Wiley
- 2011: Rampart – Cop außer Kontrolle als Bill Blago
- 2012: On the Road – Unterwegs als Mitfahrgelegenheit
- 2013: Kindsköpfe 2 als Wiley
- 2013: Der unglaubliche Burt Wonderstone als Anton Marvelton
- 2014: Cobbler – Der Schuhmagier als Jimmy
- 2017: The Death of Stalin als Nikita Chruschtschow
- 2017: Lean on Pete als Del Montgomery
- 2019–2023: Miracle Workers als Gott
- 2019: The Dead Don’t Die als Farmer Frank Miller
- 2020: Hubie Halloween als Walter Lambert
- 2024: Transformers One als Starscream

Tom Kenny
- seit 1999: SpongeBob Schwammkopf als SpongeBob Schwammkopf/Opa Schwammkopf/Enkel von SpongeBob
- 2003: Scary Movie 3 als Alien #1
- 2004: Der SpongeBob Schwammkopf Film als SpongeBob Schwammkopf
- 2008–2011: True Jackson als Bingo (Folge 2x10 & 2x13)
- 2009: Cosmic Quantum Ray als Kronecker
- 2015: SpongeBob Schwammkopf 3D als SpongeBob Schwammkopf
- 2020: My Holo Love als Vorsitzender Baek
- 2020: SpongeBob Schwammkopf: Eine schwammtastische Rettung als SpongeBob Schwammkopf
- seit 2021: Kamp Koral: SpongeBobs Kinderjahre als SpongeBob Schwammkopf
- seit 2021: Die Patrick Star Show als SpongeBob Schwammkopf
- 2024: Rettet Bikini Bottom: Der Sandy Cheeks Film als SpongeBob Schwammkopf
- 2025: Plankton: Der Film als SpongeBob Schwammkopf
- Serienausschnitte als SpongeBob Schwammkopf in:
  - 2001–2005: Six Feet Under – Gestorben wird immer (Staffel 3, Man kann nie wissen)
  - 2005: Krieg der Welten
  - 2012: Flight
  - 2012: Immer Ärger mit 40
  - 2012: Ted

Alec Mapa
- 1988: Die grellen Lichter der Großstadt als Yasu Wade
- 1998: Leben und lieben in L.A. als Lana
- 2004–2012: Desperate Housewives als Vern (Staffel 2–3)
- 2005–2010: Numbers – Die Logik des Verbrechens als Bibliotheksangestellter (Staffel 6, Alte Krieger)
- 2006–2010: Ugly Betty als Suzuki St. Pierre
- 2011–2017: 2 Broke Girls als Lawrence (Folge 5x13)
- 2013–2016: Devious Maids – Schmutzige Geheimnisse als Jerry (Staffel 1, Folge 1–3 & 13)
- 2013–2018: Die Thundermans als Babybewerter (Folge 2x24–25)
- 2013–2021: Mom als Milo (Folge 3x10)
- 2014–2020: Henry Danger als Jack Frittleman
- 2014–2022: Black-ish als Neil (Folge 3x09)

John Fiedler
- 1977: Die vielen Abenteuer von Winnie Puuh als Ferkel (Synchronisation: 1994)
- 1988–1991: Neue Abenteuer mit Winnie Puuh als Ferkel (Synchronisation: 1995)
- 1997: Winnie Puuh auf großer Reise als Ferkel
- 2000: Tiggers großes Abenteuer als Ferkel
- 2001–2002: Winnie Puuh’s Bilderbuch als Ferkel
- 2001–2002: Mickys Clubhaus als Ferkel
- 2002: Winnie Puuh – Honigsüße Weihnachtszeit als Ferkel
- 2003: Ferkels großes Abenteuer als Ferkel
- 2004: Winnie Puuh – Spaß im Frühling als Ferkel
- 2005: Heffalump – Ein neuer Freund für Winnie Puuh als Ferkel

Jaleel White
- 1989–1998: Alle unter einem Dach als Steve Urkel
- 2000–2015: CSI: Vegas als Kenny Greene (Staffel 14, Leichtes Handgepäck)
- seit 2003: Navy CIS als Martin Thomas
- 2004–2008: Boston Legal als Kevin Givens (Folge 3x20)
- 2004–2012: Dr. House als Porter (Folge 8x01)
- 2006: Dreamgirls als Künstleragent
- 2006–2014: Psych als Tony (2 Folgen)
- 2015: Castle als Mickey Franks (Folge 7x22 Der Tod kommt live)

Tony Cox
- 1994: Das Schweigen der Hammel als Dwarf Guard
- 2000: Ich, beide & sie als Limofahrer
- 2006: Date Movie als Hitch
- 2006–2014: Psych als Tony Cox (Folge 5x14)
- 2007: Fantastic Movie als Bink
- 2010: The Warrior’s Way als Eight-Ball
- 2011: 301 – Scheiß auf ein Empire als Minoritees (Synchronisation: 2014)

Conrad Vernon
- 2001: Shrek – Der tollkühne Held als Pfefferkuchenmann
- 2003: Shrek 4-D als Pfefferkuchenmann
- 2004: Shrek 2 – Der tollkühne Held kehrt zurück als Pfefferkuchenmann
- 2007: Shrek – Oh du Shrekliche als Pfefferkuchenmann
- 2007: Shrek der Dritte als Pfefferkuchenmann
- 2010: Für immer Shrek als Pfefferkuchenmann
- 2022: Der gestiefelte Kater: Der letzte Wunsch als Pfefferkuchenmann

Danny Woodburn
- 1990–1998: Seinfeld als Mickey
- 1996–2000: Allein gegen die Zukunft als Joseph Calumbrito (Staffel 4, Menschenjagd)
- 2000: Die Flintstones in Viva Rock Vegas als Little Rocko
- 2005–2017: Bones – Die Knochenjägerin als Alex Radswell (Folge 2x06)
- 2007–2012: iCarly als Mitch (Staffel 2, Ein Schrottbaum zu Weihnachten)
- 2012–2014: Crash & Bernstein als Mr. Poulos

Warwick Davis
- 1984: Die Ewoks – Karawane der Tapferen als Wicket W. Warrick (2. Synchro, 2005)
- 1985: Kampf um Endor als Wicket W. Warrick (2. Synchro, 2005)
- 1996: Gullivers Reisen als Grildrig
- 1999: Die neuen Abenteuer des Pinocchio als Pepe
- 2004: Ray als Oberon
- 2014: Rettet Weihnachten! als Sally

Anthony Michael Hall
- 1985: The Breakfast Club als Brian Ralph Johnson
- 1985: L.I.S.A. – Der helle Wahnsinn als Gary Wallace
- 1997: No Night Stand als Busfahrer
- 1999: Die Silicon Valley Story als Bill Gates
- 2012: Pitch Perfect als Brian Ralph Johnson (Filmausschnitt aus The Breakfast Club)

Verne Troyer
- 2002: Hard Cash – Die Killer vom FBI als Attila
- 2003: Pauly Shore is Dead als Verne Troyer
- 2008: Der Love Guru als Coach Punch Cherkov
- 2009: Das Kabinett des Doktor Parnassus als Percy

Michael J. Anderson
- 1995: Akte X – Die unheimlichen Fälle des FBI als Mr. Nutt (Folge 2x20)
- 2003–2005: Carnivàle als Samson
- 2010: Cold Case – Kein Opfer ist je vergessen als Biggie (Folge 7x14)

Clint Howard
- 1995: Apollo 13 als Sy Liebergot
- 2003: House of the Dead als Salish
- 2018 Solo: A Star Wars Story als Ralakili

Mel Blanc
- 1988: Daffy Duck’s Quackbusters als Schweinchen Dick (2. Synchro, 2006)
- 1988: Falsches Spiel mit Roger Rabbit als Bugs Bunny

John Franklin
- 1984: Kinder des Zorns als Isaac Chroner
- 1999: Kinder des Zorns 6 – Isaacs Rückkehr als Isaac Chroner

Bob Bergen
- 2003: Looney Tunes: Back in Action als Schweinchen Dick
- 2015: Looney Tunes – Hasenjagd als Schweinchen Dick

Matthew W. Taylor
- 2006: Jagdfieber als Stachelschwein
- 2008: Jagdfieber 2 als Stachelschwein

Travis Oates
- 2007: Meine Freunde Tigger und Puuh als Ferkel
- 2011: Winnie Puuh als Ferkel

Eric Bauza
- 2021: Space Jam: A New Legacy als Schweinchen Dick
- 2024: Ein klebriges Abenteuer: Daffy Duck und Schweinchen Dick retten den Planeten als Schweinchen Dick

### Filme
- 1990: Bernard und Bianca im Känguruland für Wayne Robson als Frank
- 1989: Arielle, die Meerjungfrau für Will Ryan als Seepferdchen
- 1998: Der Prinz von Ägypten für Martin Short als Huy
- 1998: The Big Lebowski für David Thewlis als Knox Harrington
- 1999: Die Mumie für Kevin J. O’Connor als Beni Gabor
- 1999: South Park: Der Film – größer, länger, ungeschnitten für Trey Parker als Cartman (Gesang)
- 2000: Der Grinch für Josh Ryan Evans als Grinch (mit 8 Jahren)
- 2001: Susi und Strolch 2: Kleine Strolche – Großes Abenteuer! für Bronson Pinchot als François
- 2004: Cinderella Story für Josh Prince als Blaine
- 2009: Planet 51 für Mathew Horne als Soldat Vesklin
- 2009: Transformers – Die Rache für John Di Crosta als Scalpel, der Doktor
- 2009: Barbie präsentiert Elfinchen für Louis Chirillo als Myron
- 2010: Konferenz der Tiere für Omid Djalili als affiger Friseur Bongo
- 2013: Quiqueck & Hämat – Proll Out als Die Prollianer
- 2014: Der 7bte Zwerg als Mini-Zwerg
- 2015: Power Rangers Dino Charge – Estevez Gillespie als Curio
- 2015/2019: One Punch Man – Yukitoshi Tokumoto als Krabbe Lante (Episode 1)
- 2018: Christopher Robin als Ferkel
- 2020: Trolls World – Voll vertrollt! als César
- 2022: Fullmetal Alchemist: The Final Alchemy als Männlein in der flasche/Homunculus

### Serien
- 1965: Stacheldraht und Fersengeld als Louis LeBeau
- 1991–1996: Die Ren & Stimpy Show für Billy West und John Kricfalusi als Ren Hoëk
- 2001: Dragonball Z für Ryo Horikawa als Vegeta (Folge 5–35)
- 2006–2008: Yu-Gi-Oh! GX für Hiroshi Shimizu als Dr. Vellian Crowler
- 2008: Yu-Gi-Oh! 5D’s für Kouichirou Yuzawa als Zigzix
- 2011–2018: Mia and me – Abenteuer in Centopia als Phuddle
- 2012: The Looney Tunes Show als Schweinchen Dick
- 2015: Scorpion für Cullen Douglas als Egan (S4, F13)
- 2016: Ninjago für Ian James Corlett als Clancee
- 2016: Beyblade Burst für Satsumi Matsuda als Jin Aizawa
- The Big Show Show für Jaleel White als Terry
- 2021, 2023: What If…? für  Seth Green als Howard, die Ente
- seit 2021: Arcane für Mick Wingert als Heimerdinger
- 2013–2022: Peaky Blinders – Gangs of Birmingham für Packy Lee als Johnny Dogs
- 2024–2025: Der Mann im Mond als Ray

### Videospiele
- 2002: Kingdom Hearts als Ferkel
- 2005: Kingdom Hearts II als Ferkel
- 2009: The Book of Unwritten Tales als Jorge
- 2010: Drakensang: Am Fluss der Zeit als Marcusi/Verrückter Imker/Bosnickel
- 2014: Assassin’s Creed Unity  als Aloys la Touche
- 2015: The Book of Unwritten Tales 2 als Jorge/Papagei
- 2016: Call of Duty: Infinite Warfare als Erzähler (Zombies in Spaceland)
- 2017: You Don't Know Jack – Full Stream als Spongebob Schwammkopf
- 2020: Cyberpunk 2077 als Skippy die Pistole
- 2023: SpongeBob Schwammkopf: The Cosmic Shake als Spongebob Schwammkopf

## Hörbücher & Hörspiele (Auswahl)
- 1973: Aladin und die Wunderlampe. Buch und Regie: Kurt Vethake.
- 2007–2016: Lady Bedfort als Inspektor Miller (Hörspielserie)
- 2009: Siggi Huch: Bitterer Ernst  – Regie: Burkhard Ax
- 2012: David Lubar: Plötzlich Zombie – So ein Mist!, Lübbe Audio, ISBN 978-3-7857-4629-5 (Hörbuch)
- 2014: Ulrich Bassenge: So fern vom Leben – Regie: Johannes Mayr (Hörspiel – SRF)
- 2015: Yeovil True: als Smitty »Die Elster« Magpie in Im Fadenreuz (Folge 3)
- 2016: Paul Maar: Das Sams und die Wunschmaschine und eine weitere Geschichte (gemeinsam mit Monty Arnold), Oetinger Media, ISBN 978-3-8373-0926-3 (Hörbuch)
- 2016: Ivar Leon Menger, Anette Strohmeyer, Raimon Weber: Monster 1983: Die komplette 2. Staffel (Audible-Hörspiel, als Jason Frost)
- 2011, 2017, 2018: Die drei ???: als Adam Campbell in – Grusel auf Campbell Castle (147), als Elliot Littlehorn in – Die Legende der Gaukler (198) und als Luke und Colin Havering in – Und das kalte Auge (Specialfolge)
- 2019: Fabian Lenk: Angriff der Gemeinagenten (Hörbuch, Die Wupis 2), Karussell (Audible)
- 2018: Der dunkle Wald. Trisolaris-Trilogie nach Liu Cixin, Regie: Martin Zylka (Hörspiel – WDR)[21]
- 2020: Der junge Sherlock Holmes 2: Die Königin der Ratten, floff publishing/Audible als Jerry Sweetly
- 2021: Der Ruf des Kriegers von Kevin Hearne, Hörbuch Hamburg, ISBN 978-3-8449-2351-3 (unter anderem mit Vera Teltz & Udo Schenk)
- 2023: Runed – Das Verschollene Auge von R. R. Stein als Laurin, ISBN 978-3-9822726-7-2
- 2025: Der Fluch der Kraken von Kevin Hearne, Hörbuch Hamburg, ISBN 978-3-8449-4165-4 (Fintans Sage, Band 3, unter anderem mit Heide Domanowski & Bastian Sierich)